# Carinina burgeri
Carinina burgeri är en djurart som tillhör fylumet slemmaskar, och som beskrevs av Louis Joubin 1902. Carinina burgeri ingår i släktet Carinina och familjen Tubulanidae. Inga underarter finns listade i Catalogue of Life.